# 전주시의 국회의원

## 행정구역 변천
- 1945년 8월 15일 전라북도 전주부
- 1949년 8월 15일 전라북도 전주시
- 1957년 11월 6일 완주군 초포면·우전면이 전주시에 편입
- 1987년 1월 1일 완주군 조촌읍이 전주시에 편입
- 1989년 5월 1일 구제 실시로 완산구·덕진구 설치

## 전주시의 역대 국회의원
| 대수         | 이름           | 소속정당   | 임기                               | 선거구역 |
| ------------ | -------------- | ---------- | ---------------------------------- | --- |
| 제1대        | 신성균(申性均) | 무소속     | 1948년 5월 31일 - 1950년 5월 30일  | 전주부 일원(제1선거구) |
| 제2대        | 박정근(朴定根) | 무소속     | 1950년 5월 31일 - 1954년 5월 30일  | 전주시 일원(제1선거구) |
| 제3대        | 이철승(李哲承) | 무소속     | 1954년 5월 31일 - 1958년 5월 30일  | 전주시 일원(제1선거구) |
| 제4대        | 유청(柳靑)     | 민주당     | 1958년 5월 31일 - 1960년 7월 28일  | 전주시 갑(제1선거구): 경원동1,2,3가 풍남동1,2,3가 전동1,2,3가 교동1,2,3가 중노송동1,2가, 남노송동 서노송동 인후동1,2가 금암동1,2가 덕진동1,2가 우아동 호성동 전미동 송천동                                           |
| 제4대        | 이철승(李哲承) | 민주당     | 1958년 5월 31일 - 1960년 7월 28일  | 전주시 을(제2선거구): 중앙동1,2,3,4가 다가동1,2,3,4가 고사동1,2가 태평동1,2가 동완산동1,2가 서완산동1,2가 동서학동 서서학동 중화산동1,2가 진배동 서신동 평화동 삼천동 효자동 팔복동                                  |
| 제5대 민의원 | 유청(柳靑)     | 민주당     | 1960년 7월 29일 - 1961년 5월 16일  | 전주시 갑(제1선거구): 경원동1,2,3가·풍남동1,2,3가·전동1,2,3가·교동1,2가·중노송동1,2가·남노송동·서노송동·인후동1,2가·금암동·덕진동1,2가·우아동1,2,3가·호성동1,2,3가·전미동1,2가·송천동1,2가                           |
| 제5대 민의원 | 이철승(李哲承) | 민주당     | 1960년 7월 29일 - 1961년 5월 16일  | 전주시 을(제2선거구): 중앙동1,2,3,4가·다가동1,2,3,4가·고사동1,2가·태평동1,2가·동완산동1,2가·서완산동1,2가·동서학동1,2가·서서학동·중화산동1,2가·진북동·서신동·평화동1,2,3가·삼천동1,2,3가·효자동1,2,3가·팔복동1,2,3가 |
| 제6대        | 유청(柳靑)     | 민정당     | 1963년 12월 17일 - 1967년 6월 30일 | 전주시 일원(제1선거구) |
| 제7대        | 김용진(金容鎭) | 민주공화당 | 1967년 7월 1일 - 1971년 6월 30일   | 전주시 일원(제1선거구) |
| 제8대        | 이철승(李哲承) | 신민당     | 1971년 7월 1일 - 1972년 10월 17일  | 전주시 일원(제1선거구) |
| 제9대        | 이철승(李哲承) | 신민당     | 1973년 3월 12일 - 1979년 3월 11일  | 전주시·완주군 일원(제1선거구) |
| 제9대        | 유기정(柳琦諪) | 민주공화당 | 1973년 3월 12일 - 1979년 3월 11일  | 전주시·완주군 일원(제1선거구) |
| 제10대       | 이철승(李哲承) | 신민당     | 1979년 3월 12일 - 1980년 7월 4일   | 전주시·완주군 일원(제1선거구) |
| 제10대       | 유기정(柳琦諪) | 민주공화당 | 1979년 3월 12일 - 1980년 10월 4일  | 전주시·완주군 일원(제1선거구) |
| 제11대       | 임방현(林芳鉉) | 민주정의당 | 1981년 4월 11일 - 1985년 4월 10일  | 전주시·완주군 일원(제1선거구) |
| 제11대       | 김태식(金台植) | 민주한국당 | 1981년 4월 11일 - 1985년 4월 10일  | 전주시·완주군 일원(제1선거구) |
| 제12대       | 이철승(李哲承) | 신한민주당 | 1985년 4월 11일 - 1988년 5월 29일  | 전주시·완주군 일원(제1선거구) |
| 제12대       | 임방현(林芳鉉) | 민주정의당 | 1985년 4월 11일 - 1988년 5월 29일  | 전주시·완주군 일원(제1선거구) |
| 제13대       | 오탄(吳坦)     | 평화민주당 | 1988년 5월 30일 - 1992년 5월 29일  | 전주시 갑: 풍남동,교동,중노송1가동,중노송2가동,남노송동,서노송동,동서학동,서서학동,인후1가동,인후2가동,인후3가동,금암1동,금암2동,우아동,호성동,전미동,평화동,송천동,남고동                                           |
| 제13대       | 손주항(孫周恒) | 평화민주당 | 1988년 5월 30일 - 1992년 5월 29일  | 전주시 을: 중앙동,경원동,전동,다가동,고사동,태평1가동,태평2가동,진북1동,진북2동,동완산동,서완산동,중화산동,서신동,팔복동,덕진동,삼천동,효자동,조촌동,동산동                                                          |

## 같이 보기
- 완주군의 국회의원
- 부안군의 국회의원
- 익산시의 국회의원
- 군산시의 국회의원
- 김제시의 국회의원
- 전주시 덕진구의 국회의원
- 전주시 완산구의 국회의원
- 전주시 갑 (1988년 선거구)
- 전주시 을 (1988년 선거구)
- 전주시 완산구 (선거구)
- 전주시 덕진구 (선거구)
- 전주시 완산구 갑
- 전주시 완산구 을
- 전주시 갑
- 전주시 을
- 전주시 병